# Pieczyszcze (rejon głębocki)
Pieczyszcze – dawna wieś. Tereny, na których była położona, leżą obecnie na Białorusi, w obwodzie witebskim, w rejonie głębockim, w sielsowiecie Hołubicze.

## Historia
W czasach zaborów wieś i folwark leżał w granicach Imperium Rosyjskiego.
W latach 1921 – 1945 wieś leżała w Polsce, w województwie wileńskim, w powiecie dziśnieńskim, do 11 kwietnia 1929 w gminie Dokszyce, następnie w gminie Hołubicze.
Według Powszechnego Spisu Ludności z 1921 roku zamieszkiwało tu 39 osób, 34 było wyznania rzymskokatolickiego, a 5 prawosławnego. Jednocześnie 34 mieszkańców zadeklarowało polską przynależność narodową, a 5 białoruską. Było tu 6 budynków mieszkalnych. W 1931 w 6 domach zamieszkiwały 33 osoby.
Miejscowość należała do parafii rzymskokatolickiej w m. Zaszcześle i prawosławnej w Hołubiczach. Podlegała pod Sąd Grodzki w Głębokiem i Okręgowy w Wilnie; właściwy urząd pocztowy mieścił się w Hołubiczach.